# 장곶항
장곶항은 경상남도 거제시 하청면 어온리에 있는 어항이다. 2003년 2월 3일 어촌정주어항으로 지정하여 관리하고 있다. 시설관리자는 거제시장이다.

## 어항 연혁
- 거제도(巨濟島)와 칠천도(七川島) 사이 430m의 바닷가에 나루터가 있는 땅끝임으로 장곶이라 하였고 3개 법정리에 10개 행정리와 칠천출장소(七川出張所)가 설치되어 차도선(車渡船)이 운항하고 있으나 1996년 12월 19일 칠천대교(七川大橋) 길이 455m의 가설이 시작되었으니 멀지 않아 육지가 될 마을이며 일명 장안이라 부르기도 하였으나 장곶이 마을이다.

## 어항 구역
- 수역: 9,000m2(거제시 하청면 어온리 586-8번지 수역)
- 육역: 4,100m2

## 어항 시설
- 물양장, 선착장

## 주요 어종
- 도다리, 노래미, 홍합 등